# Ezequiel Rescaldani
Ezequiel Rescaldani (né le 11 juin 1992 à Leones, dans la province de Córdoba en Argentine) est un footballeur argentin. Il joue actuellement pour l'Arsenal de Sarandi au poste d'attaquant.

## Carrière
Rescaldani débute en équipe juniors dans le club de Sarmiento de sa ville natale de Leones. Après avoir joué pour Instituto et Belgrano, il fait un essai à Vélez Sarsfield en août 2009 où il est intégré.
Le 24 septembre 2010, il fait ses débuts en équipe première en entrant en seconde période contre Olimpo lors du Tournoi d'ouverture 2010. Quelques mois plus tard, lors du Tournoi de clôture 2011, il marque son premier but contre le CA San Martín.
En mars 2012, il est prêté à Quilmes avec lequel il parvient à monter en première division.
Le 31 janvier 2014, alors qu'il ne lui reste que six mois de contrat avec Vélez, il s'engage en faveur du club espagnol de Málaga. La durée du contrat qu'il signe est de six mois, avec quatre années en option.

## Palmarès
- Vélez Sarsfield
  - Vainqueur du Tournoi de clôture 2011
  - Vainqueur du Tournoi d'ouverture 2012
- Atletico Nacional
  - Vainqueur de la Copa Libertadores 2016